# 田村守衛
田村 守衛（たむら もりえ、1871年4月7日（明治4年2月18日） - 1923年6月13日）は、日本の陸軍軍人。最終階級は陸軍中将。

## 経歴
山梨県東山梨郡相興村中尾（現：笛吹市一宮町）に宮司・田村義事の息子として生まれる。1894年（明治27年）7月、陸軍士官学校（5期）を卒業。同年9月、騎兵少尉任官。1901年（明治34年）11月、陸軍大学校（15期）を首席で卒業。参謀本部編制班に配属された。
日露戦争に大本営参謀として出征し、さらに満州軍参謀に転じた。1914年（大正3年）1月、歩兵大佐に昇進し関東都督府高級参謀に就任。1917年（大正6年）4月、陸大幹事となり、1918年（大正7年）7月、陸軍少将に進級。同年8月、騎兵第1旅団長に就任し、1921年（大正10年）7月、陸軍騎兵学校長に就任。1922年（大正11年）2月、陸大校長となるが、1923年（大正12年）6月、在職中に病没し陸軍中将に進んだ。墓所は多磨霊園。

## 栄典
位階
- 1894年（明治27年）10月26日 - 正八位[2]
- 1905年（明治38年）4月7日 - 従六位[3]
- 1909年（明治42年）12月20日 - 正六位[4]
- 1918年（大正7年）8月30日 - 正五位[5]
- 1923年（大正12年）6月13日 - 従四位[6]・正四位[7]

勲章等
- 1903年（明治36年）5月16日 - 勲五等瑞宝章[8]
- 1914年（大正3年）5月16日 - 勲三等瑞宝章[9]
- 1923年（大正12年）6月13日 - 勲二等瑞宝章[10]

## 親族
- 兄 田村怡与造（陸軍中将）・田村濤二郎（実業家）・田村沖之甫 （陸軍中将）
- 甥 田村義冨（陸軍中将、田村濤二郎の四男）